# Marjān Bābāmorād
Marjān Bābāmorād (persiska: مرجان بابامراد, Marjān-e Bābā Morād, Marjān) är en ort i Iran.   Den ligger i provinsen Kermanshah, i den västra delen av landet, 500 km väster om huvudstaden Teheran. Marjān Bābāmorād ligger 693 meter över havet och antalet invånare är 196.
Terrängen runt Marjān Bābāmorād är lite kuperad.Runt Marjān Bābāmorād är det ganska glesbefolkat, med 38 invånare per kvadratkilometer. Närmaste större samhälle är Gīlān-e Gharb, 15,5 km sydost om Marjān Bābāmorād. Omgivningarna runt Marjān Bābāmorād är i huvudsak ett öppet busklandskap.